# 窄带八门孔虫
窄带八门孔虫（学名：Octopyle stenozona）为门孔虫科八门孔虫属的动物。分布于大西洋热带区以及中国的南海等海域。